# 王化澄
王化澄（？—1652年），字登水，號清海，江西金谿縣人。國舅王維恭的族弟。明末政治人物。

## 生平
王化澄為崇祯六年癸酉科舉人，七年（1634年）联捷甲戌科进士。都察院觀政，次年授南直隶蒙城县知县，十一年丁憂，十三年起補青阳县，十五年任應天府鄉試同考官。
明亡後，拥立永历帝，官至东阁大学士，“正色立朝，人賴以安”。王化澄排擠王夫之。南明永曆四年（清順治七年，1650年）王夫之三次上書參王化澄結奸誤國。王化澄欲置之死地，後船山“憤激咯血，移疾求去，高必正（高一功）為請，乃得給假。”
王化澄主張與大西军餘部联合抗清，被金堡等劾，稱其“贪庸误国”。清军占领广西后，王化澄躲入山中，被清将馬蛟麟捕获，不降，顺治九年（1652年）三月十八日被殺。